# Северо-Восточная Англия
Се́веро-Восто́чная А́нглия (англ. North East England) — регион на севере Англии. Включает четыре церемониальных графства, а также несколько унитарных и муниципальных районов. Административный центр — Ньюкасл-апон-Тайн. 

## География
Регион Северо-Восточная Англия занимает территорию 8 592 км² (8-е место среди регионов), омывается на северо-востоке Северным морем, граничит на юге с регионом Йоркшир и Хамбер, на юго-западе с регионом Северо-Западная Англия, на северо-западе с Шотландией.

### Городские агломерации
В регионе Северо-Восточная Англия расположены 3 крупные городские агломерации с населением более 100 тысяч человек (по данным 2001 года, в порядке убывания численности населения):
- Тайнсайд 879 996
- Тиссайд 365 323
- Сандерленд (городская агломерация) 182 974

## Демография
На территории региона Северо-Восточная Англия по данным 2012 года проживает 2 602 300 человек (9-е место среди регионов), при средней плотности населения 302,87 чел./км².

## Политика
Ассоциация советов Северо-Восточной Англии (ANEC) организована в апреле 2009 года и представляет интересы 12 местных советов Северо-Восточной Англии.
Агентство по развитию One NorthEast (ONE) образовано  в апреле 1999 года, основная цель агентства — развитие экономики региона Северо-Восточная Англия.

## Административное деление
Регион Северо-Восточная Англия включает в себя восемь политически независимых друг от друга административных единиц — метрополитенское графство Тайн и Уир и семь унитарных единиц (Дарем, Дарлингтон, Мидлсбро, Нортумберленд, Редкар и Кливленд, Стоктон-он-Тис и Хартлпул). Метрополитенское графство и унитарные единицы включены в четыре церемониальных графства (Дарем, Нортумберленд, Северный Йоркшир† и Тайн и Уир), для обеспечения ими церемониальных функций. Метрополитенское графство Тайн и Уир разделено на пять метропольных районов. Унитарные единицы разделения на районы не имеют.
В состав региона входят следующие графства и районы:
| Нортумберленд (церемониальное графство, унитарная единица) - 1. Нортумберленд Тайн и Уир (церемониальное графство, метрополитенское графство) - 2. Ньюкасл-апон-Тайн - 3. Гейтсхед - 4. Северный Тайнсайд - 5. Южный Тайнсайд - 6. Сандерленд |  | Дарем (церемониальное графство) - 7. Дарем (унитарная единица) - 8. Дарлингтон (унитарная единица) - 9. Стоктон-он-Тис (унитарная единица) (часть) - 10. Хартлпул (унитарная единица) Северный Йоркшир† (церемониальное графство) - 9. Стоктон-он-Тис (унитарная единица) (часть) - 11. Редкар и Кливленд (унитарная единица) - 12. Мидлсбро (унитарная единица) |

† — церемониальное графство Северный Йоркшир включает в себя также административные единицы из других регионов

### Статус Сити

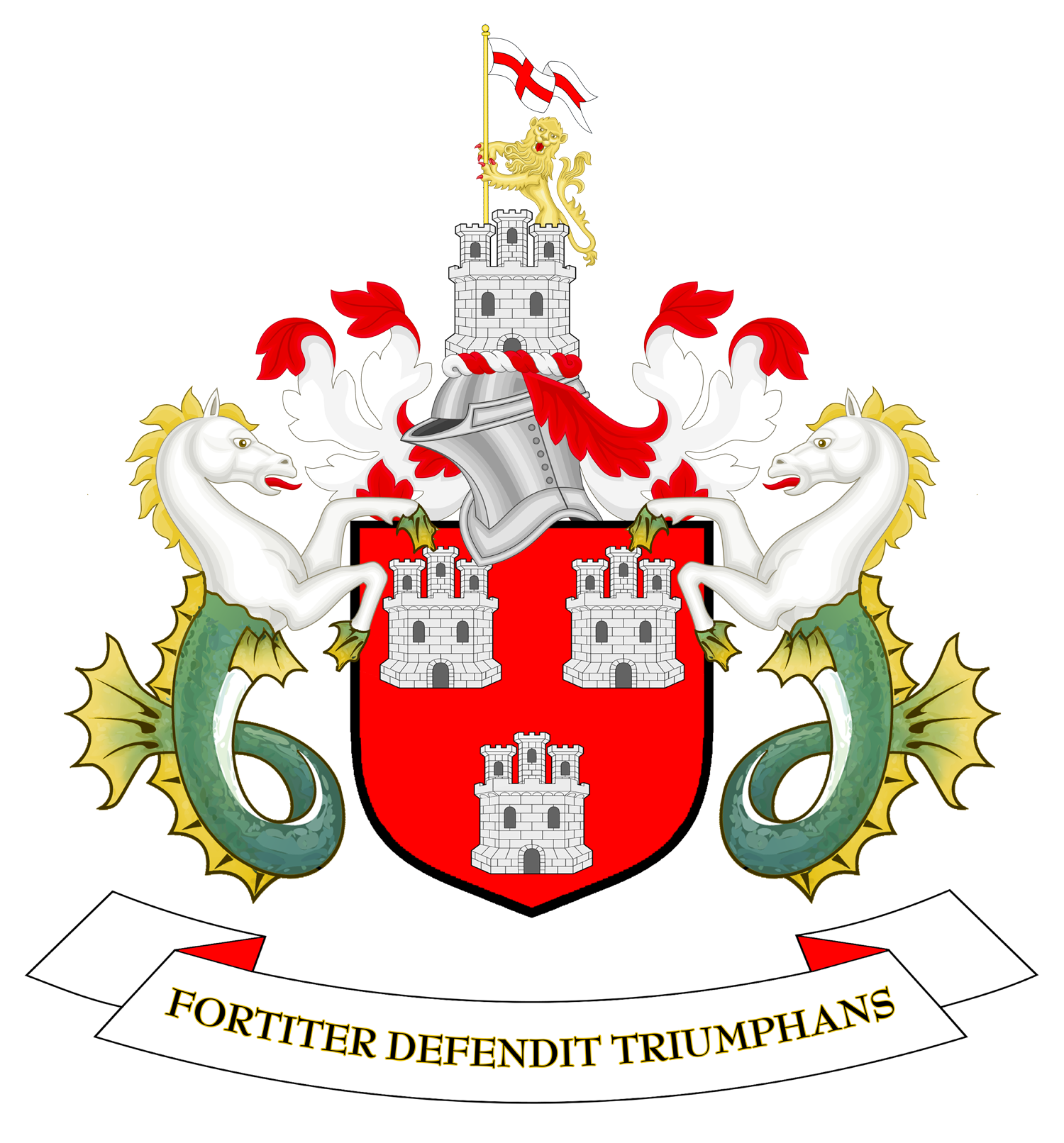
Герб Ньюкасл Сити

В регионе Йоркшир и Хамбер расположены три из 50 административных единиц Англии, имеющих статус «сити»:
- Дарем является центром Епархии Дарем (диоцез, Diocese of Durham) с 995 года нашей эры, когда кафедра епархии Линдисфарн, располагавшаяся в то время в Честер-ле-Стрите вынуждена была переместится в Дарем[5]. Статус «сити» после административной реформы 2009 года временно находится в ведении специальной организации Попечители Грамоты Дарема, так как район Дарем, которому принадлежал статус, был упразднен. В мае 2010 года мэром Дарема стала Каун Симонс[6];
- Ньюкасл-апон-Тайн является центром Епархии Ньюкасл (диоцез, Diocese of Newcastle) с 1882 года[7], имеет местное самоуправление и возглавляется мэром со времен правления короля Англии Иоанна Безземельного[8]. В 2010 году лорд-мэром Ньюкасла стала Бренда Хиндмарш[9];
- Сандерленд Сити с центром в городе Сандерленд имеет местное самоуправление и возглавляется мэром Сандерленда Томасом Мартином[10].

## Экономика
В регионе расположен один из важнейших портов Великобритании Тис и Хартлпул
с грузооборотом 45,4 миллионов тонн (2008 год).

## Спорт
Два из двадцати профессиональных футбольных клубов, выступающих в сезоне 2011/2012 в Английской футбольной Премьер-лиге базируются в Северо-Восточной Англии:
- Ньюкасл Юнайтед;
- Сандерленд;

Один из двадцати четырех  клубов, выступающих в Чемпионате Футбольной лиги:
- Мидлсбро;

Один из двадцати четырех клубов, выступающих в Первой Футбольной лиге:
- Хартлпул Юнайтед;

Два из двадцати четырех профессиональных или полупрофессиональных клубов в Национальной Конференции:
- Гейтсхед;
- Дарлингтон;

Один из двадцати двух клубов, выступающих в Северной Конференции:
- Блит Спартанс.

## Достопримечательности

### Объекты ЮНЕСКО в Великобритании
В регионе Северо-Восточная Англия расположены две из 28 группы объектов, включенных в Список объектов Всемирного наследия ЮНЕСКО в Великобритании:
- Замок и кафедральный собор в городе Дарем;
- Укреплённые рубежи Римской империи, Лимес, Вал Адриана, Вал Антонина.

### Современная архитектура
В Гейтсхеде, в 1998 году под руководством скульптора Энтони Гормли было закончено строительство скульптуры Ангел Севера, высотой 20 метров, с размахом крыльев 54 метра и весом 208 тонн.